# کیا کارنیوال
کیا کارنیوال به انگلیسی (Kia Carnival) خودرویی است که از سال ۱۹۹۸–کنون تولید شده‌است.کیا کارناوال را در بازار جهانی با نام کیا سدونا میشناسند.این خودرو نماینده کیا در کلاس(MPV) است.کیا کارنیوال یک ماشین جادار با 3 ردیف صندلی است که به راحتی می تواند 7 سرنشین را درون خود جای دهد.کیا همیشه در این سری خودرو ها اهمیت زیادی به رفاه سرنشینان داده است.کابین جادار ، پیشرانه مناسب، نبود صدا های اضافی در کابین، در دسترس بودن ادوات و تجهیزات خودرو و........ بر خانوادگی بودن این خودرو گواه میدهند.
این خودرو در 5 تیپ مختلف L ،LX ،EX ،SX ،SX Limited تولید شده است. 
این خودرو در کلاس مینی‌ون قرار گرفته.طراحی آن خودروهای موتور جلو-محور جلو بوده است.

## نسل پیشین
نسل اول این خودرو در سال های ۲۰۰۸ و ۲۰۰۹ تولید شد.